# Alexandre Karađorđević
Alexandre Karađorđević (sérvio Александар Карађорђевић) (Topola, 11 de outubro de 1806 – Timişoara, 3 de maio de 1885) foi o príncipe da Sérvia entre 1842 e 1858 e membro da Casa Real de Karađorđević.
Filho mais novo de Karađorđe e Jelen (Helena), foi educado em Khotin, Bessarábia (então parte da Rússia, hoje Moldávia), sob a tutela do Tsar. Em 1 de junho de 1830, casou-se com Persida Nenadović, filha do Voivoda Jevrem Nenadović e de Jovanka Milovanović. Tiveram 10 filhos (Poleksija, Cleópatra, Aleksij, Svetozar, Pedro, Helena, André, Elizabeth, Jorge e Arsen). Dos 10 filhos do casal Alexandre e Persida, apenas 6 deles chegaram a idade adulta (Poleksija, Cleópatra, Pedro, Helena, Jorge e Arsen).
Após o decreto do Sultão reconhecendo o principado de Miguel Obrenović III em fins de 1839, os Karađorđević retornaram à Sérvia. Alexandre engajou-se no quartel-general do exército sérvio, na qualidade de tenente, e indicado como adido do Príncipe Miguel. Após os conflitos políticos causados pelo desrespeito à chamada Constituição turca, e as abdicações de Milosh e Miguel Obrenović, Alexandre Karađorđević foi eleito o príncipe-regente da Sérvia na Assembléia Nacional, em Vračar, aos 14 de setembro de 1842. Tendo seu título sido reconhecido pelos Impérios Russo e Otomano, Príncipe Alexandre começou as reformas e fundou inúmeras instituições a fim de aprimorar e agilizar o progresso do estado sérvio. Ele implementou um código civil, introduziu um exército regular, construiu uma metalúrgica de canhões, melhorou o ensino e criou novas escolas, uma biblioteca nacional e um museu nacional.
Durante a Revolução Húngara de 1848, em Vojvodina, o príncipe Alexander Karađorđević enviou voluntários sérvios sob o comando de Stevan Knicanin para ajudar na luta pela autonomia sérvia. Como consequência do movimento nacional-político de 1848, a ideia pan-eslava duma monarquia iugoslava emergiu, e com o documento chamado “Nacertanije” (“Rascunho”), escrito como um programa político sérvio por Ilija Garasanin quatro anos antes, tornou-se objetivo primordial da política exterior sérvia a emancipação de povos eslavos setentrionais sob o domínio do Império Otomano.
Internamente, o príncipe Alexandre entrou em conflito com os membros do Conselho, culminando na convocação duma Assembléia Nacional no dia de Santo André, em dezembro de 1858, o que o forçou a abdicar.
Após sua abdicação, Príncipe Alexandre retirou-se para sua propriedade próxima a Timişoara (atual Romênia). Sua vida pacífica foi agitada pela acusação de ter fornecido armas e subsídios para a conspiração que culminaria no regicídio do príncipe Miguel. Apesar de ter sido absolvido pela falta de provas, Alexandre passou, a partir de então, a utilizar de todos os meios para colocar novamente um Karađorđević no trono sérvio.
Alexandre foi enterrado em Viena, sendo seus restos trasladados em 1912 para a Igreja Memorial de São Jorge, em Oplenac.